# 柴田育秀
柴田 育秀（しばた いくひで、1962年 - ）は、日本の構造家。オーヴ・アラップ・アンド・パートナーズ・ジャパン リミテッド所属（2020年現在）。
秋田県横手市出身。1986年に茨城大学工学部建設工学科を卒業後、株式会社類設計室に入社。1996年にアラップ（Arup）入社、2020年現在、オーヴ・アラップ・アンド・パートナーズ・ジャパン リミテッドのダイレクター、ビルディングエンジニアリングチームリーダー。
2015年現在、自身が関わってきた最小のプロジェクトが「Ribbon Chapel」（広さ72m2）、最大が台湾タワー（高さ300mで建設予定）だという。
2011年から慶應義塾大学大学院非常勤もしている。

## 主な作品
- 1998年 ビッグパレットふくしま
- 2000年 MIND-BODY COLUMN
- 2001年 豊田スタジアム
- 2004年 ドコモ大阪南港ビル通信用鉄塔
- 2006年 ソニーシティ
- 2007年 ノマディックミュージアム東京
- 2008年 一宮邸
- 2008年 東京モード学園コクーンタワー
- 2011年 由利本荘市文化交流館 カダーレ
- 2012年 森鴎外記念館

## 受賞歴
- 2002年 - 第13回JSCA賞 「豊田スタジアム」[4]
- 2015年 - 第10回構造デザイン賞 「Ribbon Chapel」[1]